# Asiagomphus coreanus
Asiagomphus coreanus – gatunek ważki z rodziny gadziogłówkowatych (Gomphidae).